# وسلبورن
شهر وسلبورن (به آلمانی: Wesselburen) در ایالت اشلسویگ-هولشتاین در کشور آلمان واقع شده‌است.